# Palaeonisciformes
I paleonisciformi (Palaeonisciformes) sono un gruppo di pesci ossei appartenenti agli attinotterigi, che includono i più primitivi tra tutti i pesci a pinne raggiate. Sono conosciuti esclusivamente allo stato fossile, in un periodo di tempo estremamente lungo che va dal Devoniano inferiore (o forse prima) al Cretaceo inferiore (350 – 120 milioni di anni fa).

## Caratteristiche
Le caratteristiche tipiche di questo gruppo di pesci includevano la coda eterocerca (ovvero dotata di un robusto lobo carnoso rivolto verso l'alto, come quella degli squali). Sui loro corpi erano presenti scaglie ganoidi che si affiancavano l'una all'altra, piuttosto che sovrapporsi come negli odierni pesci ossei. Spesso, inoltre, i paleonisciformi possedevano grandi occhi posizionati nella parte anteriore del muso, e le loro bocche erano molto ampie. La mascella superiore era saldamente ancorata alle ossa del cranio, mentre la mascella inferiore doveva essere dotata di una muscolatura relativamente debole.

## Diversificazione
Questo gruppo include una grande varietà di specie, di varie forme e dimensioni, che colonizzarono acque dolci e mari di tutto il mondo. La maggior parte di queste specie, tuttavia, è stata poco studiata finora. Classicamente, all'interno del gruppo sono state riconosciute due superfamiglie, quella dei paleoniscoidi (Palaeoniscoidei) dal corpo allungato e quella dei platisomoidi (Platysomoidei) dal corpo alto e stretto. Tuttavia, quest'ultima superfamiglia è stata ritenuta un gruppo a sé stante.

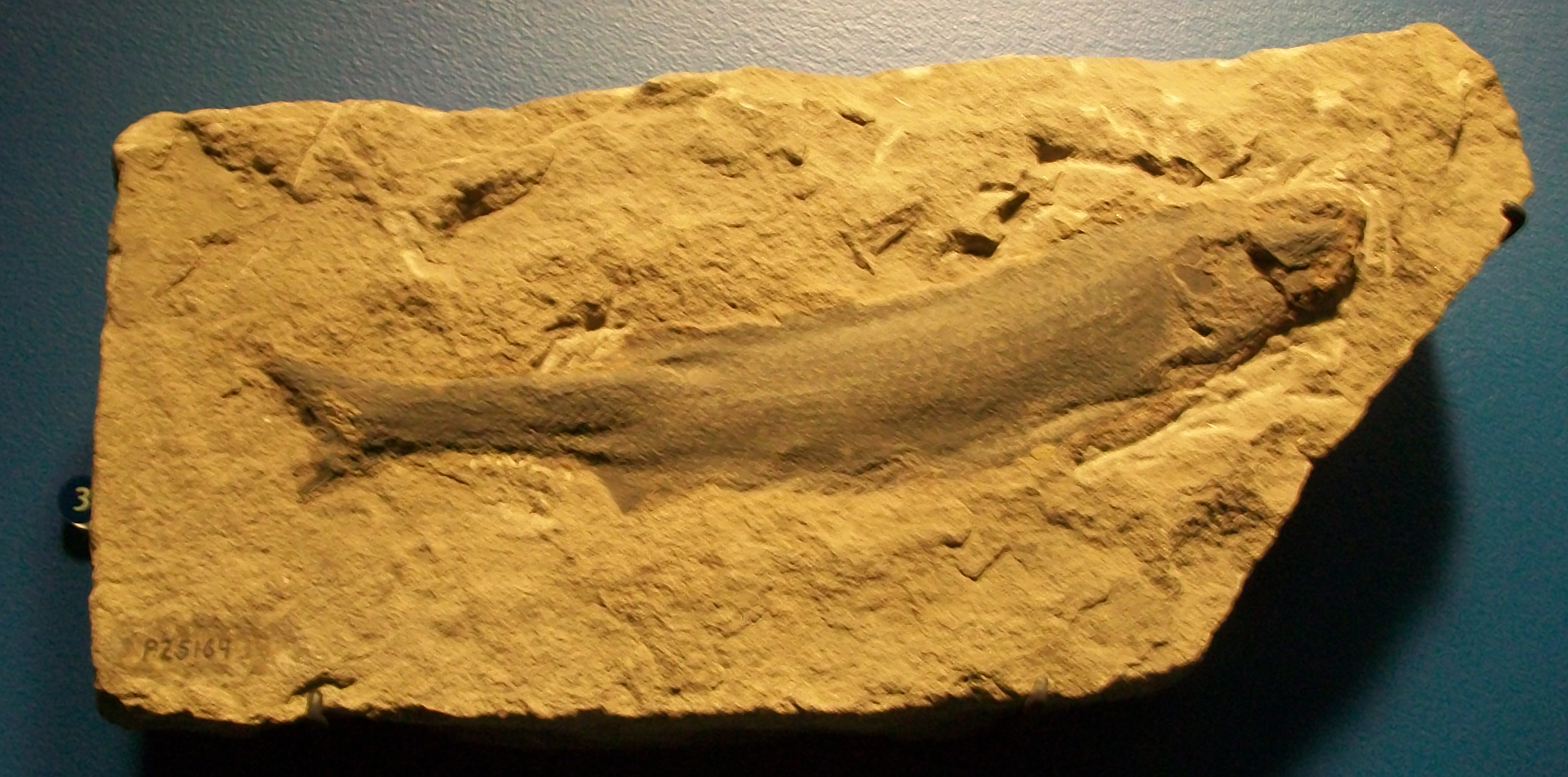
Fossile di Gonatodus brainerdi

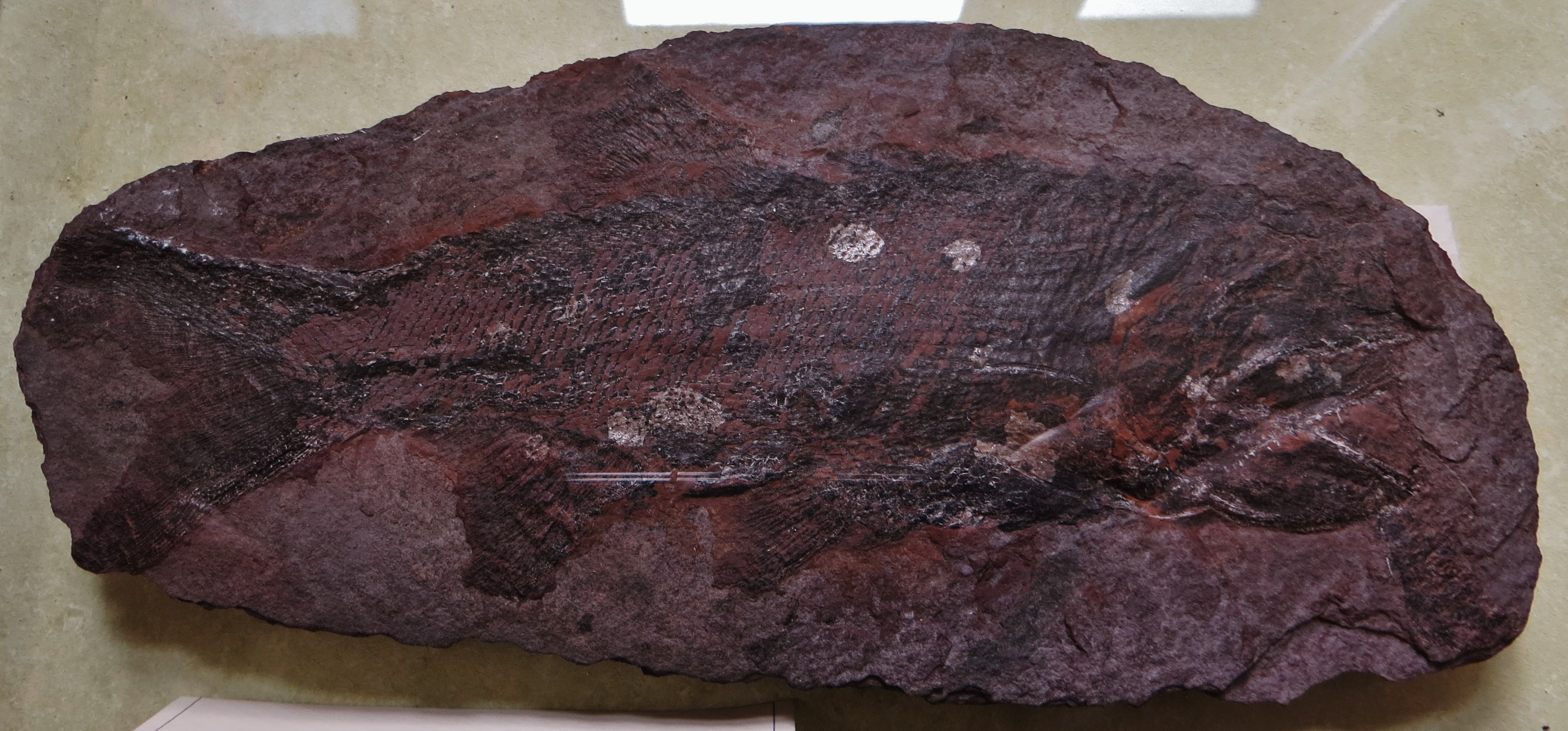
Fossile di Rhabdolepis macropterus

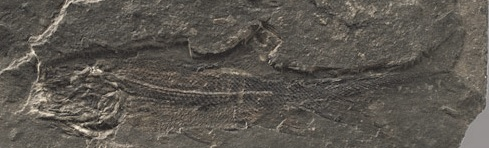
Fossile di Indaginilepis rhombifera

In generale, i paleoniscoidi erano pesci di dimensioni medio – piccole, con un esoscheletro pesantemente ossificato; il corpo era solitamente ricoperto con spesse scaglie romboidali, la cui superficie di lamelle era articolata in file oblique. Posteriormente, il corpo si assottigliava e si incurvava verso l'alto, andando a formare il lobo dorsale (o assiale) della pinna caudale. Tra i più noti paleoniscoidi si ricordano Palaeoniscum, Gyrolepis, Pygopterus, Rhabdolepis, Elonichthys, Acrolepis, Arratiaichthys e Acropholis.
Altre forme precedentemente ascritte ai paleoniscoidi sono Mimipiscis, Gogosardina, Tegeolepis, Donnrosenia e Moythomasia. Cheirolepis, del Devoniano medio, è considerato uno dei più antichi pesci ossei noti.

## Tassonomia
La grande quantità di forme note e la generale inadeguatezza delle descrizioni scientifiche riguardanti questo gruppo ha portato nel corso degli anni a una notevole confusione nella tassonomia e nella classificazione dei paleonisciformi. Basti pensare che fino a qualche decennio fa in questo ordine erano inclusi sostanzialmente tutti gli attinotterigi primitivi, tra cui forme come Birgeria, Phanerorhynchus, gli Aeduelliformes, i Bobasatraniiformes, i Canobiidae, i Discordichthyiformes, gli Eurynotiformes, gli Eurynotoidiformes, i Guildayichthydae, gli Haplolepiformes, i Platysomiformes, gli Ptycholepiformes, i Saurichthyiformes, i Tarrasiiformes, ovvero pesci dalle caratteristiche estremamente diversificate. Solo di recente gli studiosi hanno provato a mettere ordine nel gruppo: attualmente molti paleontologi ritengono che anche forme come Cheirolepis, Moythomasia e Mimipiscis possano appartenere ad altri gruppi.
- ordine †Palaeonisciformes Hay, 1902 sensu lato
  - Adroichthys
  - Aetheretmon
  - Agecephalichthys
  - Amblypterina
  - Ambodipia
  - Aneurolepis
  - Angatubichthys
  - Apateolepis
  - Arratiaichthys
  - Asarotus
  - Australichthys
  - Avonichthys
  - Beagiascus
  - Belichthys
  - Bethesdaichthys
  - Bishofia
  - Bluefieldius
  - Blourugia
  - Boreolepis
  - Brachydegma
  - Brachypareion
  - Brazilichthys
  - Burguklia
  - Carbonilepis
  - Caruichthys
  - Centrolepis
  - Charleuxia
  - Chichia
  - Coccocephalus
  - Concentrilepis
  - Cornuboniscus
  - Cosmolepis
  - Cosmoptychius
  - Cretolepis
  - Cylindrichthys
  - Daqingshaniscus
  - Diplospondichthys
  - Disichthys
  - Dmitrevichthys
  - Drydenius
  - Duwaichthys
  - Dwykia
  - Elpisopholis
  - Ganolepis
  - Gardinerichthys
  - Gardinerpiscis
  - Gondwanichthys
  - Grandfieldia
  - Guaymayenia
  - Guntherichthys
  - Gyrolepidoides
  - Huanghelepis
  - Hyllingea
  - Illiniichthys
  - Inichthys
  - Irajapintoseidon
  - Itararichthys
  - Kalops
  - Kansasiella
  - Karaunguria
  - Kazanichthys
  - Kelliaichthys
  - Kenderlichthys
  - Khantausia
  - Kompasia
  - Kutaichthys
  - Lambeia
  - Lanarkichthys
  - Lawrenciella
  - Leptogenichthys
  - Letovichthys
  - Lineagruan
  - Luederia
  - Mansfieldiscus
  - Megapteriscus
  - Melanecta
  - Mesembroniscus
  - Mesonichthys
  - Mesopoma
  - Ministrella
  - Monesedeiphus
  - Muensterichthys
  - Myriolepis
  - Nematoptychius
  - Neuburgella
  - Notacmon
  - Novogonatodus
  - Nozamichthys
  - Oxypteriscus
  - Pacorichthys
  - Palaeobergia
  - Paphosiscus
  - Paradrydenius
  - Paralogoniscus
  - Peleichthys
  - Piratata
  - Phanerorhynchus
  - Phanerosteon
  - Praolepis
  - Protamblyptera
  - Pseudohaplolepis
  - Psilichthys
  - Pteroniscus
  - Rastrolepis
  - Reticulolepis
  - Roslerichthys
  - Rubidus
  - Samarichthys
  - Santosichthys
  - Sceletophorus
  - Schizolepis
  - Senekichthys
  - Sinkiangichthys
  - Sinoniscus
  - Sixtelia
  - Sphaerolepis
  - Spinofacia
  - Strepheoschema
  - Sundayichthys
  - Tanypterichthys
  - Tanyrhinichthys
  - Tienshaniscus
  - Trachelacanthus
  - Trawdenia
  - Turgoniscus
  - Ufalepis
  - Urosthenes
  - Usclasichthys?
  - Uydenia
  - Uydenichthys
  - Varialepis
  - Wayaobulepis
  - Westlepis
  - Whiteichthys
  - Willomorichthys
  - Woodichthys
  - Xingshikous
  - Yaomoshania
  - Zhongweilepis
  - Acrolepidae
    - Acrolepis
    - Acropholis
    - Challaia
    - Kasanilepis
    - Namaichthys
    - Plegmolepis
    - Progyrolepis?
    - Watsonichthys

  - Aesopichthyidae
    - Aesopichthys
    - Proceramala

  - Amblypteridae
    - Amblypterus
    - Daphnaechelus
    - Korutichthys?
    - Lawnia
    - Paramblypterus
    - Tchekardichthys
    - Tholonosteon
    - Tholonotus

  - Eigiliidae
    - Eigilia
    - Strelnia

  - Elonichthyidae
    - Alilepis
    - Elonichthys
    - Palaeostrugia?
    - Meisenheimichthys
    - Rhabdolepis?

  - Gonatodidae
    - Gonatodus
    - Pseudogonatodus
    - Usolia

  - Igornichthyidae
    - Commentrya
    - Igornella
    - Igornichthys
    - Setlikia

  - Palaeoniscidae
    - Atherstonia
    - Cteniolepidotrichia
    - Dicellopyge
    - Ferganiscus
    - Gyrolepis
    - Palaeoniscinotus
    - Palaeoniscum
    - Palaeothrissum
    - Shuniscus
    - Triassodus
    - Weixiniscus

  - Pygopteridae
    - Briveichthys
    - Progyrolepis?
    - Pygopterus
    - Zaborichthys

  - Rhadinichthyidae
    - Cycloptychius
    - Cyranorhis
    - Mentzichthys
    - Pteronisculus?
    - Rhadinichthys
    - Wendyichthys

  - Turseodidae
    - Pteronisculus?
    - Turfania?
    - Turseodus

  - Uighuroniscidae
    - Indaginilepis
    - Uighuroniscus